# Lungenkraut-Höckereule
Die Lungenkraut-Höckereule (Euchalcia modestoides), auch Lungenkraut-Metalleule genannt, ist ein Schmetterling (Nachtfalter) aus der Familie der Eulenfalter (Noctuidae), die lange Zeit unter dem Namen Euchalcia modesta bekannt war.

## Merkmale

### Falter
Die Lungenkraut-Höckereule ist ein mittelgroßer Falter mit einer Flügelspannweite von 28 bis 38 Millimetern. Wurzel- und Saumfeld sind graubraun, das Mittelfeld der Vorderflügel dunkelbraun gefärbt. Die Makel sind hell umrandet, oft undeutlich und gelegentlich in Form der Zahl 8 ausgebildet. Äußere Querlinie und Wellenlinie nähern sich am Vorderrand stark an oder berühren sich. Nahe dem Innenwinkel ist ein deutlicher, oftmals orangebraun schimmernder, dreieckiger Fleck erkennbar. Die Hinterflügel sind zeichnungslos braungrau. Der Körper des Falters ist pelzig behaart, am Kopf befindet sich ein deutlich aufgerichtetes Haarbüschel, zum Thoraxende gefolgt von weiteren nach hinten gestaffelt abfallenden Haarbüscheln.

### Raupe, Puppe
Die Raupen sind in der Regel grün gefärbt, können aber auch leicht violett schimmern und haben kleine weißliche Flecke an den Seiten. Sie sind mit feinen weißen Haaren überzogen, was eine hervorragende Schutzfunktion an den ebenfalls behaarten Futterpflanzen ergibt. Der Kopf ist grün mit einer schwarzen Zeichnung. Die Puppe hat eine gelbliche bis schwarze Färbung.

### Ähnliche Arten
- Bei der Eisenhut-Höckereule (Euchalcia variabilis) sind die deutlich größere Flügelspannweite sowie die stärker rosa gefärbten Zeichnungselemente gute Unterscheidungsmerkmale. Die weiteren ähnlichen Arten Euchalcia chlorocharis, Euchalcia biezankoi, Euchalcia defreinai, Euchalcia cuprescens und Euchalcia viridis besitzen zwar eine vergleichbare Zeichnung, sind aber insgesamt blasser und kontrastärmer gefärbt.

## Geographische Verbreitung und Lebensraum
Die Art kommt in weiten Teilen der gemäßigten Zonen Mitteleuropas und weiter Richtung Osten bis Japan vor, ist aber oftmals nur sehr lokal anzutreffen. In den Alpen steigt sie bis in Höhen von etwa 900 Metern. Sie bewohnt hauptsächlich Waldränder, Laubwaldlichtungen und warme Hänge.

## Lebensweise
Es handelt sich bei der Lungenkraut-Höckereule um einen überwiegend nachtaktiven Falter, der hauptsächlich im Juni und Juli fliegen. Er besucht gerne künstliche Lichtquellen, verschmäht jedoch angelegte Köder. Gelegentlich ist er aber tagsüber an Blüten saugend anzutreffen. Die jungen Raupen überwintern, leben bis zum Juni des folgenden Jahres und ernähren sich bevorzugt von verschiedenen Lungenkrautarten (Pulmonaria spec.) sowie auch von Gewöhnlicher Hundszunge (Cynoglossum officinale).

## Gefährdung
In Deutschland kommt die Art nur an wenigen Plätzen vor, in Bayern ist sie stark gefährdet, in Baden-Württemberg auf der Vorwarnliste, in Sachsen nur als Irrgast vertreten und in Sachsen-Anhalt gilt sie als ausgestorben. Auf der Roten Liste gefährdeter Arten wird sie in Kategorie 2 (stark gefährdet) geführt.